# Nybergsfältet, Smedjebackens kommun
Nybergsfältet är ett gruvfält i Norrbärke socken, Smedjebackens kommun.
Nybergsfältet ägdes från 1880 av Nybergs gruv AB som förutom gruvdrift i Nybergfältet än drev ett anriknings och briketteringsverk i Nyberget. I början av 1930-talet fanns här omkring 60 anställda. 